# Pseudobaeospora dichroa
Pseudobaeospora dichroa är en svampart. Pseudobaeospora dichroa ingår i släktet Pseudobaeospora och familjen Tricholomataceae.

## Underarter
Arten delas in i följande underarter:
- dichroa
- cystidiata